# 나쿠루현

나쿠루현

나쿠루현(Nakuru County)은 케냐를 구성하는 47개 현 가운데 하나로 현도는 나쿠루이며 면적은 7,509.5km2, 인구는 1,603,325명(2009년 기준)이다. 2013년에 실시된 행정 구역 개편에 따라 리프트밸리주에서 분리되어 신설되었다. 서쪽으로는 케리초현과 보메트현, 북쪽으로는 바링고현, 북동쪽으로는 라이키피아현, 동쪽으로는 니안다루아현, 남동쪽으로는 키암부현, 남쪽으로는 카지아도현, 나로크현과 접한다.

## 인구
| 연도    | 인구      | ±%     |
| ------- | --------- | ------ |
| 1979    | 522,709   | —      |
| 1989    | 849,096   | +62.4% |
| 1999    | 1,187,039 | +39.8% |
| 2009    | 1,603,325 | +35.1% |
| 2019    | 2,162,202 | +34.9% |
| source: |           |        |

## 같이 보기
- 나로크현
- 카지아도현
- 바링고현
- 라이키피아현
- 케리초현
- 보메트현
- 니안다루아현
- 키암부현